# Luis Vázquez
Luis Ismael Vázquez (Recreo, 24 aprile 2001) è un calciatore argentino, attaccante dell'Anderlecht.

## Caratteristiche tecniche
È un centravanti.

## Carriera
Cresciuto nel settore giovanile del Patronato, debutta in prima squadra il 13 marzo 2019 in occasione dell'incontro di Copa Argentina vinto ai rigori contro lo Dock Sud.
Nel 2020 passa a titolo definitivo al Boca Juniors.
Debutta in maglia azul y oro il 27 dicembre 2020 contro l'Huracán. Realizza la sua prima rete con la maglia del Boca il 21 agosto 2021 contro il Patronato.
Il 23 luglio 2023 l'Anderlecht acquista le prestazioni dell'attaccante argentino per una cifra pari a 7 milioni di dollari.

## Statistiche

### Presenze e reti nei club
Statistiche aggiornate al 24 marzo 2025.
| Stagione            | Squadra             | Campionato          | Campionato | Campionato | Coppe nazionali | Coppe nazionali | Coppe nazionali | Coppe continentali | Coppe continentali | Coppe continentali | Altre coppe | Altre coppe | Altre coppe | Totale | Totale |
| Stagione            | Squadra             | Comp                | Pres       | Reti       | Comp            | Pres            | Reti            | Comp               | Pres               | Reti               | Comp        | Pres        | Reti        | Pres   | Reti   |
| ------------------- | ------------------- | ------------------- | ---------- | ---------- | --------------- | --------------- | --------------- | ------------------ | ------------------ | ------------------ | ----------- | ----------- | ----------- | ------ | ------ |
| 2018-2019           | Patronato           | PD                  | 0          | 0          | CA              | 1               | 0               |                    | -                  | -                  |             | -           | -           | 1      | 0      |
| 2020-21             | Boca Juniors        | -                   | -          | -          | CdL             | 1               | 0               |                    | -                  | -                  |             | -           | -           | 1      | 0      |
| 2021                | Boca Juniors        | PD                  | 23         | 7          | CA+CdL          | 3+1             | 1+0             | CL                 | 2                  | 0                  |             | -           | -           | 29     | 8      |
| 2022                | Boca Juniors        | PD                  | 25         | 1          | CA+CdL          | 3+14            | 1+3             | CL                 | 5                  | 0                  | TC          | 1           | 0           | 48     | 5      |
| 2023                | Boca Juniors        | PD                  | 13         | 1          | CA+CdL          | 1+0             | 0+0             | CL                 | 5                  | 2                  | SA+SI       | 0+1         | 0+0         | 20     | 3      |
| Totale Boca Juniors | Totale Boca Juniors | Totale Boca Juniors | 61         | 9          |                 | 23              | 5               |                    | 12                 | 2                  |             | 2           | 0           | 98     | 16     |
| 2023-2024           | Anderlecht          | D1                  | 38         | 7          | CB              | 3               | 0               | -                  | -                  | -                  | -           | -           | -           | 41     | 7      |
| 2024-2025           | Anderlecht          | D1                  | 28         | 4          | CB              | 5               | 0               | UECL               | 12                 | 4                  | -           | -           | -           | 45     | 8      |
| Totale Anderlecht   | Totale Anderlecht   | Totale Anderlecht   | 66         | 11         |                 | 8               | 0               |                    | 12                 | 4                  |             | -           | -           | 86     | 15     |
| Totale carriera     | Totale carriera     | Totale carriera     | 127        | 20         |                 | 32              | 5               |                    | 24                 | 6                  |             | 2           | 0           | 185    | 31     |

## Palmarès

### Club

#### Competizioni nazionali
- Copa Argentina: 1

Boca Juniors: 2019-2020
- Copa de la Liga Profesional: 1

Boca Juniors: 2022
- Campionato argentino: 1

Boca Juniors: 2022
- Supercopa Argentina: 1

Boca Juniors: 2022